# Liolaemus cinereus
Liolaemus cinereus este o specie de șopârle din genul Liolaemus, familia Tropiduridae, descrisă de Monguillot, Cabrera, Acosta și Villavicencio în anul 2006. Conform Catalogue of Life specia Liolaemus cinereus nu are subspecii cunoscute.